# Карагандинская ТЭЦ-3
Караганди́нская ТЭЦ-3 (каз. Қарағанды 3-ЖЭО) — электростанция регионального значения. Расположена в северной промышленной зоне города Караганда, Октябрьский район, в 2-х километрах к северу от жилого района Майкудук. Крупнейшая ТЭЦ (теплоэлектроцентраль) Казахстана и пятая по установленной мощности теплоэлектростанция страны. Электростанция входит в состав ТОО «Караганда Энергоцентр», в свою очередь, принадлежащего ТОО «Казахстанские коммунальные системы», и является основным генерирующим предприятием компании и города. Выработанная станцией электроэнергия идёт на покрытие электрических нагрузок Карагандинского региона. Карагандинская ТЭЦ-3 входит в Единую Энергосистему Казахстана (ЕЭС).

## История
Строительство ТЭЦ было начато в январе 1970 года. Проект электростанции разработало Среднеазиатское отделение института «ВНИПИэнергопром». В 1977 году вводом турбоагрегатов № 1 и 2, котельных агрегатов № 1 и 2 была пущена Карагандинская ТЭЦ-3, в 1978 пущен 3-й блок. Это позволило наладить централизованное теплоснабжение жилого района Майкудук, с 1980 года активно строящийся Юго-Восток, а с 1982 года — районы Пришахтинск и Сортировка.
Вводом в эксплуатацию котлоагрегата № 4 в 1980 году было завершено строительство первой очереди электростанции. В 1976-м, ещё на стадии строительства, ТЭЦ-3 и ТЭЦ-1 были объединены в Дирекцию эксплуатационного персонала Карагандинских ТЭЦ.
В 2012 году была введена турбина мощностью 120 МВт.

## Основные данные
Основные производственные показатели ТЭЦ:
- Установленная электрическая мощность — 670 МВт (2016)[8]
- Располагаемая электрическая мощность — 506 МВт (2012)[9]
- Рабочая электрическая мощность — 493 МВт (2012)[9]
- Выработка электроэнергии — 3,43 млрд кВт·ч (2014)[10]
- Установленная тепловая мощность — 1174 Гкал/ч[11]

Основной вид топлива, использующийся на станции — уголь экибастузского бассейна.
От очистных сооружений канала Иртыш — Караганда к электростанции подведён водопровод. ТЭЦ-3 обслуживает железнодорожная станция «Караганда Новая».
Персонал электростанции — 906 человек. В мае 2016 года после запуска нового энергоблока численность работников увеличилась на 55 человек.
Высота дымовых труб ТЭЦ-3: 270 метров и 180 метров (труба ТЭЦ 3 270 метров самое высокое сооружение на территории города Караганда, выше только телевышка между Карагандой и Темиртау 330 м(она уже постороенна за территорией города Караганда))

## Оборудование
На конец 2015 года на предприятии проводятся работы по расширению мощности, в ходе которых будет запущен новый энергоблок (котлоагрегат № 8 и турбина № 6), что сделает электростанцию крупнейшей ТЭЦ в Казахстане.

### Котлы
| Ст. № | Тип            | Год ввода | Производительность, т/ч | Давление пара, кгс/см² | Температура пара, °C | Наработка, часов | Источник    |
| ----- | -------------- | --------- | ----------------------- | ---------------------- | -------------------- | ---------------- | ----------- |
| 1     | БКЗ-420-140-5  | 1977      | 420                     | 140                    | 560                  | 92 483           | [ 14 ]      |
| 2     | БКЗ-420-140-5  | 1977      | 420                     | 140                    | 560                  | 89 362           | [ 14 ]      |
| 3     | БКЗ-420-140-5  | 1978      | 420                     | 140                    | 560                  | 90 186           | [ 14 ]      |
| 4     | БКЗ-420-140-5  | 1980      | 420                     | 140                    | 560                  | 78 629           | [ 14 ]      |
| 5     | БКЗ-420-140-5  | 1987      | 420                     | 140                    | 560                  | 31 829           | [ 14 ]      |
| 6     | БКЗ-420-140-5  | 1989      | 420                     | 140                    | 560                  | 17 937           | [ 14 ]      |
| 7     | БКЗ-420-140-5  | 1994      | 420                     | 140                    | 560                  |                  | [ 14 ]      |
| 8     | HG-670/14-YM20 | 2016      | 670                     | 140                    | 560                  |                  | [ 3 ] [ 8 ] |

### Турбины
| Ст. № | Тип             | Год ввода | Мощность, МВт | Давление пара, кгс/см² | Температура пара, °C | Наработка, часов | Источник    |
| ----- | --------------- | --------- | ------------- | ---------------------- | -------------------- | ---------------- | ----------- |
| 1     | Т-110/120-130/3 | 1977      | 110           | 130                    | 540                  | 112 931          | [ 14 ]      |
| 2     | Т-110/120-130/3 | 1977      | 110           | 130                    | 540                  | 114 346          | [ 14 ]      |
| 3     | Т-110/120-130/3 | 1978      | 110           | 130                    | 540                  | 107 689          | [ 14 ]      |
| 4     | Т-110/120-130-5 | 1990      | 110           | 130                    | 540                  | 20 762           | [ 14 ]      |
| 5     | Т-120/140-12,8  | 2012      | 120           | 130                    | 555                  |                  | [ 15 ]      |
| 6     | Т-110/115-13,8  | 2016      | 110           |                        |                      |                  | [ 3 ] [ 8 ] |

### Генераторы
| Ст. № | Тип           | Мощность, МВт | Напряжение, кВ | Источник |
| ----- | ------------- | ------------- | -------------- | -------- |
| 1     | ТФВ-120-2УЗ   | 120           | 10,5           | [ 14 ]   |
| 2     | ТФВ-120-2УЗ   | 120           | 10,5           | [ 14 ]   |
| 3     | ТФВ-120-2УЗ   | 120           | 10,5           | [ 14 ]   |
| 4     | ТФВ-120-2УЗ   | 120           | 10,5           | [ 14 ]   |
| 5     | ТЗФП-160-2МУ3 | 160           | 15,75          | [ 15 ]   |

## Перспективы
Дефицит электроэнергии в Карагандинской области, проблемы экологического и технического характера по эксплуатации и реконструкции оборудования ставят вопрос о строительстве новой ТЭЦ в городе. Планируемое возведение Карагандинской ТЭЦ-4 должно будет компенсировать вывод на замену турбины № 1 ТЭЦ-3.
В ноябре 2015-го в СМИ появилось сообщение об инвестировании британской энергетической компании IPC 3,1 млрд долларов в строительство четырёх газотурбинных станций в Казахстане, в том числе двух в городах Караганда и Темиртау, номинальной мощностью 400 МВт каждая.

## Комментарии
1. ↑  Крупнейшей ТЭЦ (теплоэлектроцентралью), но не ТЭС (теплоэлектростанцией)
2. ↑  В источнике ошибка, мощность пущенной в 2012 году турбины № 5 составляет 120 МВт
3. ↑  Здесь и далее данные согласно Дукенбаеву, 1998
4. ↑  Здесь и далее данные согласно Дукенбаеву, 1998